# Powers (Oregon)
Powers és una població dels Estats Units a l'estat d'Oregon. Segons el cens del 2000 tenia 734 habitants.

## Demografia
Segons el cens del 2000, Powers tenia 734 habitants, 334 habitatges, i 184 famílies. La densitat de població era de 354,2 habitants per km².
Dels 334 habitatges en un 22,8% hi vivien nens de menys de 18 anys, en un 42,2% hi vivien parelles casades, en un 9% dones solteres, i en un 44,9% no eren unitats familiars. En el 38,3% dels habitatges hi vivien persones soles el 21,6% de les quals corresponia a persones de 65 anys o més que vivien soles. El nombre mitjà de persones vivint en cada habitatge era de 2,2 i el nombre mitjà de persones que vivien en cada família era de 2,92.
Per edats la població es repartia de la següent manera: un 24,1% tenia menys de 18 anys, un 5,3% entre 18 i 24, un 21,3% entre 25 i 44, un 27,5% de 45 a 60 i un 21,8% 65 anys o més.
L'edat mediana era de 45 anys. Per cada 100 dones de 18 o més anys hi havia 95,4 homes.
La renda mediana per habitatge era de 21.615$ i la renda mediana per família de 23.750$. Els homes tenien una renda mediana de 30.536$ mentre que les dones 27.750$. La renda per capita de la població era de 12.544$. Aproximadament el 16,3% de les famílies i el 23,5% de la població estaven per davall del llindar de pobresa.

## Poblacions properes
El següent diagrama mostra les poblacions més properes.